# Nerf saphène
Pour les veines, voir veine saphène.
Le nerf saphène (ou nerf saphène interne dans l'ancienne nomenclature) est une branche terminale sensitive du nerf fémoral. 

## Origine
Le nerf saphène nait de la division terminale du nerf fémoral au niveau du ligament inguinal. 

## Trajet
Le nerf saphène est satellite de l'artère fémorale au niveau du triangle fémoral. Il diverge de l'artère au niveau du canal des adducteurs en perforant septum intermusculaire vasto-adducteur. Il descend jusqu'à l'interligne articulaire du genou et perfore le fascia crural.
Il fournit des rameaux collatéraux : le rameau cutané fémoral, le rameau cutané tibial et le rameau articulaire pour le genou.
Il se termine en deux branches : le rameau infrapatellaire et le rameau crural.

## Aspect clinique
Le fonctionnement du nerf saphène peut être altéré et entraîner une altération de la sensibilité dans sa zone d'innervation sans altération motrice du membre inférieur. C'est un élément clinique de diagnostic différentiel entre la neuropathie du nerf saphène et la radiculopathie de la zone lombaire.
Le nerf saphène peut être lésé lors d'un chirurgie orthopédique tibiale ou lors d'une intervention sur la veine saphène du fait de la grande proximité anatomique entre le nerf et la veine. Il peut également être altéré lors de la mise en place d'un trocart lors d'une arthroscopie du genou.
Le nerf saphène peut également présenter un syndrome de compression à la suite d'exercices impliquant le muscle quadriceps fémoral, lors d'une marche ou d'une position debout prolongée. Elle se caractérise par une sensation de brûlure chez la plupart des patients.

## Galerie

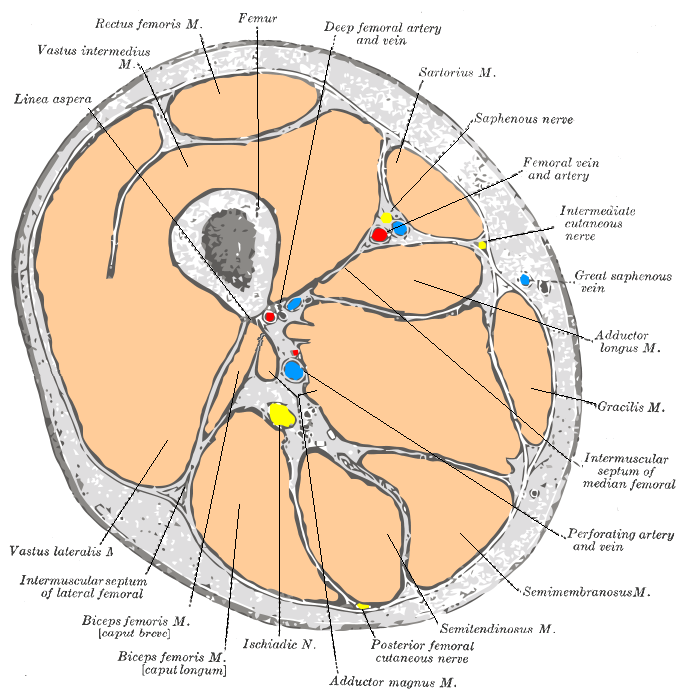
Coupe transversale au milieu de la cuisse.
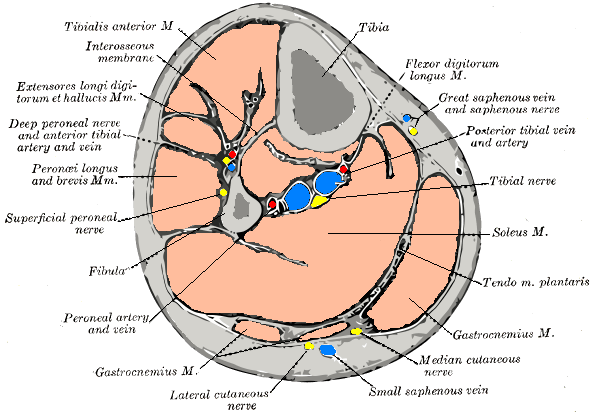
Coupe transversale au milieu de la jambe.
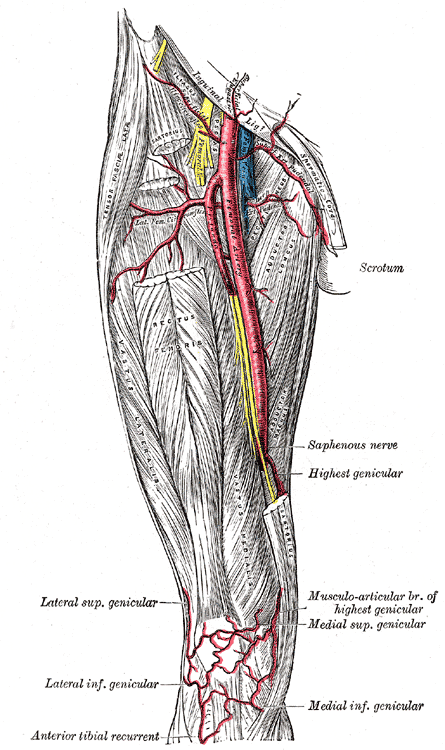
L'artère fémorale.
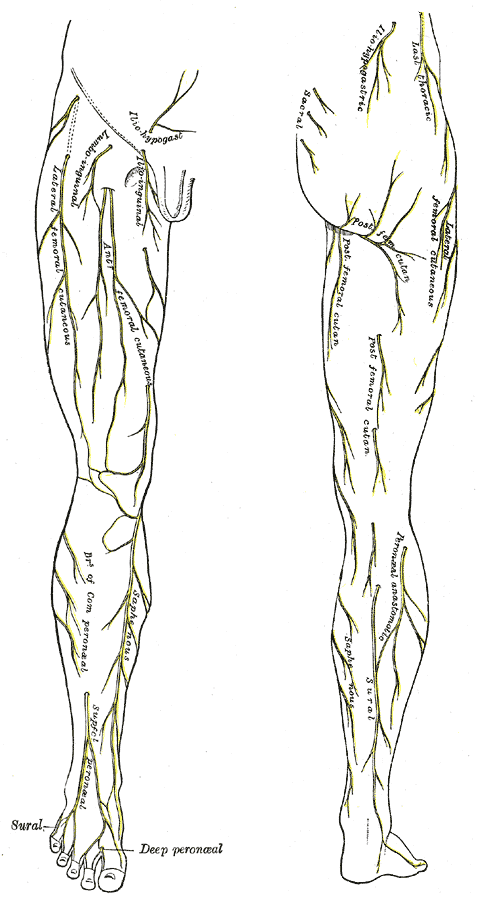
Nerfs cutanés du membre inférieur droit. Vues de face et de derrière.
Nerfs cutanés du membre inférieur droit. Vues de face et de derrière.
Diagramme de la distribution segmentaire des nerfs cutanés de la plante du pied.
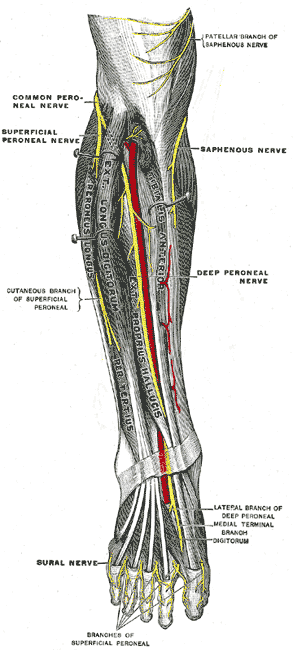
Nerfs profonds à l'avant de la jambe.
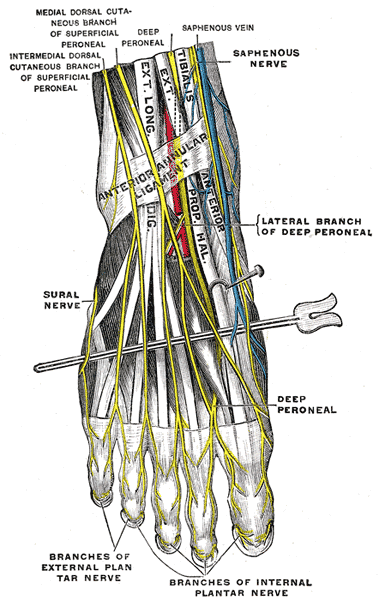
Nerfs du dos du pied.